# ぎょうぶ
ぎょうぶは、吉本興業（大阪本社）所属のお笑いコンビ。2018年7月31日結成。NSC大阪校39期生。主によしもと漫才劇場で活動。

## メンバー
為国（ためくに、1997年3月8日 - ）（28歳）
ボケ担当、立ち位置は向かって左。
兵庫県川西市出身。芦屋学園高等学校卒業、芦屋大学中退。身長174 cm、体重55 kg、血液型B型。

喫煙者。
3歳下の妹がいる。
高校卒業後は大学へ行き保育士になるための授業を取っていた。大学は1年の前期で中退し、小中高からの幼馴染とNSCにコンビ入学した。

27歳で漢検5級を取得。
趣味はパチンコ。特技はリフティング。

澤畑 健二（さわはた けんじ、1992年9月21日 - ）（32歳）
ツッコミ担当、立ち位置は向かって右。

京都府宇治市出身、佛教大学卒業。身長177 cm、体重82 kg、血液型A型。
教員免許所持。
趣味はバスケットボール、映画鑑賞、ボードゲーム。特技はバスケットボール。50m走のタイムは6.7秒。
大学卒業後1年貯金し、24歳でNSCに入学した。NSC時代に同期の一石（うただ）とわたじ（元・ふたりごと）でトリオを組んでおり、その後一石とコンビを結成していた。
2024年7月17日から慢性扁桃炎の治療のため休養し、同月31日に復帰。
同年8月に開催された「第1回翔総選挙」では、第2位にランクインした。

## 略歴
それぞれコンビ解散時期が重なり、澤畑が為国を誘いコンビを結成。コンビ名の由来は、為国の高校時代の部活の一年後輩の名字であった「ぎょうぶ」。
2022年2月よりよしもと漫才劇場に所属。
2023年6月10日、Kakeru翔GPで第二部を制し、総合優勝。
2025年4月、翔・極の芸歴変更により極メンバーへ。

## エピソード
コンビ
- ネタ合わせは公園で行うことが多い。澤畑の家でネタ合わせをすることもある。
- 冠ラジオ「ぎょうぶのラジオ参観」内で「ダドリー」というスポーツを考案し、実際に試行した[10]。

為国
- 為国はガス代を支払えないほど経済的に困窮したときがあった。ガスの供給が停止していたときは水で体を洗うか、同期とルームシェアをしていた澤畑の家へ風呂を借りに行きしのいでいた[4]。
- 為国はその独特の風貌をいじられることが多く、シモリュウのシモタに顔が林檎の断面図と言われたり、ツートライブの周平魂に「狂おしいほどにセンター分け」と毎回いじられるなどしている。
- パチンコで打つのは主にコードギアス[11]。
- 少食であり、酷い時は醤油を飲むだけで食事を済ませてしまう時がある。よくガリガリと評される。

澤畑
- 大阪よしもと芸人によるバスケットボールチーム「大阪ブルズ」に所属する。背番号は41。
- 大食い[注 2]であり、二郎系ラーメンが好き。相方や芸人仲間曰く、満腹になっている姿を見たことがないらしい。
- 滅多に怒らず、落ち着いた性格。一石たちとのトリオを解消した後も2人と不仲になることなくルームシェアをしていた[4]。

## 芸風
芸種は漫才。為国の一般常識から少しズレた考えを澤畑が指摘していくのが特徴。ネタによってはふたりともボケのダブルボケの形式を取ることもある。
ネタ作成は両者。為国が思いついたアイデアを聞き澤畑が清書するスタイルが多い。為国はこれを「僕が新右衛門さんに伝えて、こういうのどうやっていう無茶苦茶なものを持っていき、こいつ（澤畑）が直すみたいな」と評している。

## 出囃子
- TRI4TH『Guns of Saxophone』

## 賞レース等での成績

### M-1グランプリ
| 年度（回）       | 結果         | エントリー No. | 会場                           | 日程     | 備考           |
| ---------------- | ------------ | -------------- | ------------------------------ | -------- | -------------- |
| 2018年（第14回） | 2回戦進出    | 387            | 大丸心斎橋劇場                 | 10月13日 |                |
| 2019年（第15回） | 2回戦進出    | 632            | 朝日生命ホール                 | 10月9日  |                |
| 2020年（第16回） | 準々決勝進出 | 341            | なんばグランド花月             | 11月16日 |                |
| 2021年（第17回） | 3回戦進出    | 61             | よしもと祇園花月               | 10月27日 |                |
| 2022年（第18回） | 3回戦進出    | 776            | よしもと漫才劇場               | 10月25日 |                |
| 2023年（第19回） | 準決勝進出   | 1197           | NEW PIER HALL                  | 12月7日  | 敗者復活戦進出 |
| 2024年（第20回） | 3回戦進出    | 4316           | COOL JAPAN PARK OSAKA TTホール | 10月29日 | 1回戦シード    |

### その他
2023年
- 第44回 ABCお笑いグランプリ 最終予選進出[13]

2024年
- 第13回 ytv漫才新人賞選考会 決定戦6位（初出場） - キャッチフレーズ「不一致への誘い」[14][15][16]
- 第45回 ABCお笑いグランプリ 準決勝進出
- 吉本笑撃LIVE！第1回生駒杯トーナメント 優勝[17][18]
- 第14回 ytv漫才新人賞選考会 ROUND1：6位[19]  ROUND3：11位[20]

## 出演

### ラジオ
- ラジオ参観（ABCラジオPodcast、2023年8月3日 - [21]）
- ぎょうぶのラジオ参観（ABCラジオ、2023年10月22日・11月12日、同月16日 -  [10][22][23]）

### 雑誌
- SAVVY2025年1月号[24]

## 単独ライブ
2024年
- 9月1日 - ぎょうぶ初単独ライブ「8行目」（よしもと漫才劇場）

2025年
- 5月3日 - ぎょうぶのネタライブ「研ぎ汁」（心斎橋PARCO14F SPACE14）